# Équipe du Brésil masculine de handball au Championnat du monde 2011
Cet article relate le parcours de l'Équipe du Brésil de handball masculin lors du Championnat du monde 2011 organisé en Suède du 13 au 30 janvier 2011. Il s'agit de la 10e participation du Brésil aux Championnats du monde.
Après une phase de groupe laborieuse pour le Brésil, perdant tous ses matchs, il obtient sa première victoire lors des matchs de classement face au Bahreïn et le Chili grâce auxquelles il atteint la 21e place de la compétition.

## Qualification
Le Brésil termine 2e au Championnat panaméricain 2010 obtient sa qualification au Championnat du monde 2011.

## Résultats

### Phase de groupe (Groupe B)
|   | Équipe   | Pts | J | G | N | P | Bp  | Bc  | Diff |
| - | -------- | --- | - | - | - | - | --- | --- | ---- |
| 1 | Islande  | 10  | 5 | 5 | 0 | 0 | 157 | 119 | 38   |
| 2 | Hongrie  | 8   | 5 | 4 | 0 | 1 | 148 | 133 | 15   |
| 3 | Norvège  | 6   | 5 | 3 | 0 | 2 | 139 | 136 | 3    |
| 4 | Japon    | 4   | 5 | 2 | 0 | 3 | 141 | 161 | -20  |
| 5 | Autriche | 2   | 5 | 1 | 0 | 4 | 144 | 148 | -4   |
| 6 | Brésil   | 0   | 5 | 0 | 0 | 5 | 131 | 163 | -32  |

| 14 janvier 2011 21h30 | Autriche            | 34 – 24 | Brésil              | Himmelstalundshallen, Norrköping Affluence : 2 753 Arbitrage : Geipel, Helbig |
| 14 janvier 2011 21h30 | Konrad Wilczynski 9 | (17–13) | Bortolini, Santos 4 | Himmelstalundshallen, Norrköping Affluence : 2 753 Arbitrage : Geipel, Helbig |
| 14 janvier 2011 21h30 | ×3 ×4               | Rapport | ×3 ×2               | Himmelstalundshallen, Norrköping Affluence : 2 753 Arbitrage : Geipel, Helbig |

| 15 janvier 2011 21h00 | Brésil          | 26 – 34 | Islande                    | Himmelstalundshallen, Norrköping Arbitrage : Canbro, Claesson |
| 15 janvier 2011 21h00 | Felipe Borges 7 | (12–19) | Guðjón Valur Sigurðsson 11 | Himmelstalundshallen, Norrköping Arbitrage : Canbro, Claesson |
| 15 janvier 2011 21h00 | ×3 ×2           | Rapport | ×3                         | Himmelstalundshallen, Norrköping Arbitrage : Canbro, Claesson |

| 17 janvier 2011 17h00 | Hongrie             | 36 – 24 | Brésil               | Cloetta Center, Linköping Arbitrage : Nikolić, Stojković |
| 17 janvier 2011 17h00 | Gergely Harsányi 10 | (18–11) | Leonardo Bortolini 8 | Cloetta Center, Linköping Arbitrage : Nikolić, Stojković |
| 17 janvier 2011 17h00 | ×3 ×4 ×1            | Rapport | ×2 ×4                | Cloetta Center, Linköping Arbitrage : Nikolić, Stojković |

| 18 janvier 2011 19h10 | Norvège         | 26 – 25 | Brésil                   | Cloetta Center, Linköping Affluence : 2 717 Arbitrage : Coulibaly, Diabaté |
| 18 janvier 2011 19h10 | Bjarte Myrhol 7 | (13–12) | Fernando Pacheco Filho 6 | Cloetta Center, Linköping Affluence : 2 717 Arbitrage : Coulibaly, Diabaté |
| 18 janvier 2011 19h10 | ×3 ×4           | Rapport | ×3 ×5                    | Cloetta Center, Linköping Affluence : 2 717 Arbitrage : Coulibaly, Diabaté |

| 24 janvier 2011 21h30 | Brésil              | 32 – 33 | Japon              | Cloetta Center, Linköping Affluence : 4 252 Arbitrage : Stark, Ştefan |
| 24 janvier 2011 21h30 | Vinícius Teixeira 8 | (12–13) | Makoto Suematsu 12 | Cloetta Center, Linköping Affluence : 4 252 Arbitrage : Stark, Ştefan |
| 24 janvier 2011 21h30 | ×3                  | Rapport | ×2 ×3              | Cloetta Center, Linköping Affluence : 4 252 Arbitrage : Stark, Ştefan |

### Places de21eà24e
|  | Demi-finales de classement | Demi-finales de classement |        |    | Match pour la 21e place | Match pour la 21e place |
|  | Demi-finales de classement | Demi-finales de classement |        |    | Match pour la 21e place | Match pour la 21e place |
|  |                            |                            |        |    |                         |                         |
|  | 22 janvier 20h30 à Lund    | 22 janvier 20h30 à Lund    |        |    | 23 janvier 18h00 à Lund | 23 janvier 18h00 à Lund |
|  | 22 janvier 20h30 à Lund    | 22 janvier 20h30 à Lund    |        |    | 23 janvier 18h00 à Lund | 23 janvier 18h00 à Lund |
|  | Bahreïn                    | 30                         |        |    | 23 janvier 18h00 à Lund | 23 janvier 18h00 à Lund |
|  | Bahreïn                    | 30                         |        |    | 23 janvier 18h00 à Lund | 23 janvier 18h00 à Lund |
|  | Brésil                     | 37                         |        |    | 23 janvier 18h00 à Lund | 23 janvier 18h00 à Lund |
|  | Brésil                     | 37                         | Brésil | 28 |                         |                         |
|  | 22 janvier 16h00 à Malmö   |                            | Brésil | 28 |                         |                         |
|  |                            | Chili                      | 18     |    |                         |                         |
|  | Australie                  | Chili                      | 18     | 21 |                         |                         |
|  | Australie                  |                            |        | 21 |                         |                         |
|  | Chili                      | 29                         |        |    |                         |                         |
|  | Chili                      | 29                         |        |    |                         |                         |

Demi-finale de classement
| 22 janvier 20h30 | Bahreïn            | 30–37   | Brésil          | FFS Arena, Lund Affluence : 550 Arbitrage : López, Ramírez |
| 22 janvier 20h30 | Mohamed Almaqabi 6 | (15–17) | Fabio Chiuffa 6 | FFS Arena, Lund Affluence : 550 Arbitrage : López, Ramírez |
| 22 janvier 20h30 | ×3 ×5              | Rapport | ×3              | FFS Arena, Lund Affluence : 550 Arbitrage : López, Ramírez |

Match pour la 21e place
| 23 janvier 18h00 | Chili             | 18–28   | Brésil          | FFS Arena, Lund Affluence : 650 Arbitrage : Baďura, Ondogrecula |
| 23 janvier 18h00 | Emil Feuchtmann 7 | (11–13) | Felipe Borges 6 | FFS Arena, Lund Affluence : 650 Arbitrage : Baďura, Ondogrecula |
| 23 janvier 18h00 | ×4 ×2             | Rapport | ×3 ×1           | FFS Arena, Lund Affluence : 650 Arbitrage : Baďura, Ondogrecula |

## Statistiques et récompenses
Fernando Pacheco Filho est le 2e meilleur passeur de la compétition avec 36 passes, 5,1 par match.

### Buteurs
| Rang  | Joueur                          | Tot. | Tirs | %     | MJ | Moy. |
| ----- | ------------------------------- | ---- | ---- | ----- | -- | ---- |
| 1     | Leonardo Bortolini (en)         | 34   | 64   | 53 %  | 7  | 4,9  |
| 2     | Felipe Borges                   | 27   | 43   | 62 %  | 7  | 3,9  |
| 3     | Gustavo Cardoso (en)            | 25   | 52   | 48 %  | 7  | 3,6  |
| 4     | Fernando Pacheco Filho          | 24   | 55   | 43 %  | 7  | 3,4  |
| 5     | Vinícius Teixeira (en)          | 20   | 26   | 76 %  | 7  | 2,9  |
| 6     | Fábio Chiuffa                   | 13   | 28   | 46 %  | 7  | 1,9  |
| 7     | Renato Tupan Ruy (en)           | 12   | 16   | 75 %  | 7  | 1,7  |
| 8     | Gil Pires (pt)                  | 9    | 14   | 64 %  | 7  | 1,3  |
| 9     | Guilherme Rosa de Oliveira (en) | 9    | 27   | 33 %  | 7  | 1,3  |
| 10    | Ales Silva (pt)                 | 8    | 8    | 100 % | 3  | 2,7  |
| 11    | Thiagus dos Santos              | 6    | 14   | 42 %  | 3  | 2    |
| 12    | Alexandro Pozzer (en)           | 5    | 9    | 55 %  | 7  | 0,7  |
| 13    | Daniel Bonfim                   | 3    | 6    | 50 %  | 7  | 0,4  |
| 14    | Jaqson Kojoroski (en)           | 1    | 4    | 25 %  | 7  | 0,1  |
| Total | Total                           | 196  | 303  | 53 %  | 7  | 28   |

### Gardiens de but
| N°    | Nom                          | %    | Arrêts | Tirs | MJ  | Moy. |
| ----- | ---------------------------- | ---- | ------ | ---- | --- | ---- |
| 1     | Luís Ricardo Nascimento (en) | 32 % | 38     | 117  | 7   | 5,4  |
| 2     | Alexandre Vasconcelos (en)   | 28 % | 38     | 134  | 7   | 5,4  |
| 3     | Leonardo Terçariol (en)      | 32 % | 17     | 52   | 5,4 | 2,4  |
| Total | Total                        | 30 % | 93     | 303  | 7   | 43,3 |

## Navigation